# Ankudy (sielsowiet Woropajewo)
Ankudy (biał. Анкуды; ros. Анкуды) – wieś na Białorusi, w obwodzie witebskim, w rejonie postawskim, w sielsowiecie Woropajewo.
Dawnej Ankudy Kozłowskie.

## Historia
W czasach zaborów wieś w gminie Łuck, w powiecie dzisieńskim, w guberni wileńskiej Imperium Rosyjskiego. W 1905 roku liczyła 75 mieszkańców, 75 dziesięcin.
W dwudziestoleciu międzywojennym wieś leżała w Polsce, w województwie wileńskim, w powiecie duniłowickim (od 1926 postawskim), w gminie Łuck (od 1927 gmina Kozłowszczyzna).
Według Powszechnego Spisu Ludności z 1921 roku zamieszkiwało tu 131 osób, wszystkie były wyznania rzymskokatolickiego i zadeklarowały polską przynależność narodową. Było tu 29 budynków mieszkalnych. W 1931 w 34 domach zamieszkiwały 174 osoby.
Miejscowość należała do parafii rzymskokatolickiej w Duniłowiczach i prawosławnej w Osinogródku. Podlegała pod Sąd Grodzki w Duniłowiczach i Okręgowy w Wilnie; właściwy urząd pocztowy mieścił się w Kozłowszczyźnie.
W 1938 roku miejscowość należała do gromady Czarna gminy Kozłowszczyzna.